# ATC code M04
ATC code M04 فراورده‌های درمان نقرس زیرگروهی درمانی از سیستم طبقه‌بندی شیمیایی درمانی آناتومیک است. این سیستمِ متشکل از کدهای حرفی‌عددی را سازمان جهانی بهداشت برای طبقه‌بندی داروها و سایر تولیدات پزشکی ایجاد کرده است. زیرگروه M04 جزوی از گروه آناتومیک M سیستم اسکلتی-عضلانی است.

کدهای مورد استفاده در دامپزشکی (کدهای ATCvet) را می‌توان با گذاشتن حرف Q جلو کدهای انسانی ATC ایجاد کرد: مثلاً QM04. 
ممکن است نسخه‌های ملی از طبقه‌بندی ATC حاوی کدهای اضافه‌ای باشند که در این فهرست (نسخهٔ سازمان جهانی بهداشت) نیامده باشند.

## M04A فراورده‌های درماننقرس

### M04AA Preparations inhibitingاوریک اسیدproduction
M04AA01 آلوپورینول
M04AA02 Tisopurine
M04AA03 Febuxostat
M04AA51 Allopurinol, combinations

### M04AB Preparationsincreasing uric acid excretion
M04AB01 پروبنیسید
M04AB02 Sulfinpyrazone
M04AB03 Benzbromarone
M04AB04 Isobromindione
M04AB05 Lesinurad

### M04AC Preparations with no effect on uric acid metabolism
M04AC01 کلشیسین
M04AC02 Cinchophen

### M04AX Other antigout preparations
M04AX01 Urate oxidase
M04AX02 Pegloticase